# Asterix & Obelix: I drakens rike
Asterix & Obelix: I drakens rike (franska: Astérix et Obélix : L'Empire du Milieu) är en fransk film regisserad av Guillaume Canet. Detta är den femte live-actionfilmen i Asterix och Obelix-serien med karaktärerna skapade av René Goscinny och Albert Uderzo.
Det är också den första filmen baserad på en originalberättelse, såväl som den första i serien där Obelix inte spelas av Gérard Depardieu utan av Gilles Lellouche. Filmen har en budget på 65 miljoner euro, vilket gör den till en av de dyraste franska filmerna som någonsin producerats.
Filmen hade biopremiär i Sverige den 10 februari 2023, utgiven av Noble Entertainment.

## Handling
Filmen utspelar sig 50 f.v.t. Kinas kejsarinna fängslas efter en statskupp av Deng Tsin Qin, en förrädisk prins.
En vagn anländer till den galliska byn med den kinesiska prinsessan Fu Yi, enda dotter till kejsarinnan. Hon har kommit för att be de två tappra krigarna Asterix och Obelix, vars rykte är känt ända till Shanghai, om hjälp med att rädda sin mor.

## Rollista (i urval)
- Gérard Darmon – berättare
- Guillaume Canet – Asterix
- Gilles Lellouche – Obelix
- Vincent Cassel – Caesar
- Jonathan Cohen – Graindemaïs
- Julie Chen – prinsessan Fu Yi
- Leanna Chea – Tat Han
- Marion Cotillard – Kleopatra
- Pierre Richard – Panoramix
- Ramzy Bedia – Epidemaïs
- Linh-Dan Pham – Kejsarinnan
- José Garcia – Biopix
- Bun Hay Mean – Deng Tsin Qin
- Manu Payet – Ri Qi Qi
- Tran Vu Tran – prinsen av Deng
- Zlatan Ibrahimović – Antivirus[17]

### Svenska röster (i urval)
- Niklas Falk – Berättare
- Kim Sulocki – Asterix
- Andreas Rothlin Svensson – Obelix
- Steve Kratz – Julius Caesar
- Ole Ornered – Troubadix
- Christian Hedlund – Biopix
- Anton Olofson Raeder – Minimais
- Ayla Kabaca – Sny Ting
- Matilda Smedius – Tju Si
- Kristian Ståhlgren – Ding Tsin Qin
- Jennie Jahns – Kejsarinnan
- Daniel Sjöberg – Mi Ni Mal
- Björn Bengtsson – Epidemais
- Zlatan Ibrahimović – Antivirus
- Övriga röster – Adam Fietz, Adrian Bratt, Anders Öjebo, Andreas Nilsson, Annica Smedius, Carla Abrahamsen, Cecilia Wrangel, Charlotte Ardai Jennefors, Claes Ljungmark, Daniel Goldmann, Dick Eriksson, Dominique Pålsson Wiklund, Emil Smedius, Freddy Åsblom, Happy Jankell, Hilda Henze, Jamil Drissi, Jasmine Kara, Jesper Adefelt, Joachim Bergström, Joakim Tidermark, Johan H:son Kjellgren, Jonas Kruse, Josefine Götestam, Jörn Falk, Leah Nyström, Leo Hallerstam, Lucas Krüger, Magnus Mark, Magnus Rongedal, Michael Blomqvist, Nick Atkinson, Oskar Nilsson, Pelle Anderson, Roger Storm, Stig Zamolo[18][19]
- Översättning – Mattias Johannesson
- Regi – Anders Öjebo
- Inspelningstekniker – Anders Öjebo, David Pontvik, Jörn Falk, Pelle Anderson
- Svensk version producerad av Plint AB

## Produktion

### Idé och utveckling
I 2016 förklarar Anne Goscinny efter de två tidigare Asterix live-actionfilmernas, Asterix på olympiaden och Asterix & Obelix och britterna, blandade kritiska och kommersiella resultat att nästa film i serien kräver en omstart när det gäller idé och rollsättning, tilltänkta regissörer var i synnerhet Michel Hazanavicius och Franck Gastambide.
I januari 2017 skrev Fabien Onteniente, enligt VSD, på ett manus till en filmatisering av seriealbumet Asterix på Korsika. I november avslöjade Le Film français att Éditions Albert René-producenterna Alain Attal och Yohan Baiada planerade en ny live-action långfilm och att gallerna kommer att bege sig till Kina och att inspelningarna kommer inledas i slutet av 2020.
I slutet av oktober 2019 meddelade Guillaume Canet filmprojektet på sitt Instagramkonto. I början av november blev manuset färdigt, liksom avtalet med de klassiska partnerna och Hachettehuset för filmatiseringen. 5 november deltar regissören och producenten Alain Attal vid invigningen av Pompidou Center i Shanghai för "träffa skådespelare och skådespelerskor, kinesiska partners", specificerar Guillaume Canet.
I början av 2020 bröt covid-19-epidemin ut i Kina, för att sedan gradvis spridas över resten av världen. Den direkta konsekvensen för filmen blev att produktionen försenades med ett år. Som följd av denna försening skrev Guillaume Canet manus till en annan film, Lui, som började spelas in i september 2020.

### Rollsättning
I slutet av oktober 2019 meddelade Guillaume Canet på sitt Instagramkonto att han kommer att ta på sig rollen som Asterix tillsammans med Gilles Lellouche som kommer spela Obelix.
I januari 2020 meddelas det att Marion Cotillard blir Cleopatra, att Vincent Cassel blir Julius Caesar och att Jonathan Cohen, Vincent Desagnat och Alex Lutz är inblandade. I augusti delade skådespelaren Donnie Yen ett foto på sociala medier för att prata om de många manus han har fått. På den här bilden kan början av Asterix- logotypen ses, samma som på serietidningarna. Skådespelaren har hittills inte gett något besked om sin medverkan i filmen. Samma år accepterar Guillaume Canet rollen som Ordralfabétix.
Den 8 april 2021 publicerade en serie inlägg i sociala medier filmens handling, inklusive Jérôme Commandeur och svenske fotbollsspelaren Zlatan Ibrahimović på deras Instagram-konton, respektive som Abraracourcix och Antivirus (i Asterix & Obelix: Uppdrag Kleopatra spelas denna roll av Jean-Paul Rouve). Samtidigt släpptes också en officiell affisch med huvudrollerna utskrivna.
Youtubarna Mcfly och Carlito "vann" varsin roll i filmen efter att ha "vunnit" en av deras anekdottävlingsvideor med Guillaume Canet och Gilles Lellouche, publicerad 29 april 2019.
En trailer släpptes i september 2022.

### Inspelning
Inspelningarna var ursprungligen planerade till våren eller sommaren 2020 och skulle delvis ske i Kina. Tidningen Closer meddelade felaktigt att inspelningen ställts in på grund av Covid-19-pandemin, men 18 februari 2020 förtydligade företaget Trésor Films att det fortfarande fanns planer för inspelning i Frankrike från 15 juni och i september för scenerna filmade i Kina. Inspelningarna skulle ta 70 dagar.
I maj 2020 meddelade producenterna att inspelningen till slut skjuts upp till mars 2021. Inspelningarna planeras ske främst i Frankrike, särskilt i studio i Bry-sur-Marne och på den nedlagda Flygbas 217 mellan Brétigny-sur-Orge och Le Plessis-Pâté, för byggandet av den galliska byn, men även utanför för actionsekvenser som kräver mycket rekvisita.
Enligt producenten Alain Attal måste inspelningarna sedan fortsätta i Kina för flera exteriörer och naturliga miljöer. Slutligen övergavs den delen av filminspelningen som planerades i Kina av hälsoskäl. Inspelningsstarten  bekräftades sedan för våren 2021. Inspelningarna kommer huvudsakligen att äga rum i Frankrike (studio i Bry-sur-Marne och Plessis-Pâté bekräftade) samt några dagar i den marockanska öknen. Naturscenerna i Himalaya som skulle spelas in i Kina spelades i slutändan in i Auvergne i Sancy-massivet.
Inspelningarna inleddes officiellt den 12 april 2021. Efter studiorna i Bry-sur-Marne, åkte filmteamet till Auvergne-Rhône-Alpes, och särskilt Sancy-massivet. I början av maj 2021 efter dåligt väder i regionen publicerade Guillaume Canet en humoristisk video på sociala medier som parodierade Jean-Pierre Mockys blodsutgjutelse. Inspelningen avslutades i början av augusti, efter 17 veckors inspelning.

### Musik
Musiken till filmen kommer att komponeras av -M-, som tidigare arbetat med den filmen Berätta inte för någon av Guillaume Canet (2006).